# Граббе, Роберт Андреевич
Ро́берт Андре́евич Гра́ббе (латыш. Roberts Grabbe; 30 марта 1904, Новороссийск — 1991, Караганда) — художник; член секции графики Союза советских художников Латвийской ССР (9 августа 1945 года); мастер аппликации; по национальности — латыш.

## Биография
Роберт Андреевич Граббе родился 30 марта 1904 года в Новороссийске.
Родился 30 марта 1904 г. в городе Новороссийске. По национальности — латыш. Не военнообязанный по статье 98-г, военный билет за № 292 выдан Куртамышским РВК. Беспартийный. Под судом не был. За границей не был. Соц. происхождение — рабочий.
Отец мой, Андрей Иванович Граббе, рабочий-столяр, проработавший на заводе имени Старостина (Одесса) 38 лет, умер в 1930 году. Мать, Эльза Федоровна Граббе, 1875 г.р., домохозяйка-пенсионерка, инвалид II группы, на моем иждивении. Сестра, Вильгельмина Андреевна, 1893 г.р., родилась в Одессе, окончила Одесский медицинский институт в 1916 г., работала доктором, умерла в 1943 г. в селе Куртамыш, где работала главврачом райбольницы.
Семейное положение — холост. Учился в Одесской коммерческой школе и в трудшколе. В 1923/4 г. учился в Одесском художественном институте на графическом факультете. С 1925 по 1928 г.г. учился в городе Ленинграде в Академии художеств. С 1928 по 1930 г.г. снова учился в Одесском художественном институте. Переехал в Москву в 1930 г., где работал художникомиллюстратором в издательствах: ГИЗ, ГИХЛ, «ЗиФ», «Молодая гвардия», Изогиз, «Федерация», "Международная книга " Военгиз, а также в музеях. С 1937 по 1940 гг. работал на Всесоюзной сельскохозяйственной выставке. В августе 1941 года эвакуировался к родным в село Куртамыш Курганской области, где 8 сентября поступил работать художником в Дом культуры, а с апреля 1942 г. по февраль 1944 г. работал в Куртамышском промкомбинате, где организовал игрушечный цех, мастером-игрушечником. С ноября 1943 г. работал в артели «Ударник»(игрушечником, плотником, токарем по дереву) по 1945 г. На основании Правительственного вызова тов. Бохона от 20/111945 г. за № 567 поехал в г. Ригу 15 июня 1945 г. 17 июля 1946 г. получил командировку в Москву для работы над оформлением книг издательства "Советский писатель"и других издательств, где я работал до войны по договорам. А с 10/Х1947 г. я работаю художником в Центральной студии документальных фильмов.
Член профсоюза РАБИС, билет № 300650, с 1928 года. Член Союза советских художников Латвии, кандидат в члены Московского Союза советских художников.
Адрес: г. Кунцево Московской области, Глав-
ная улица, № 25а.

25/11949 г. (подпись)
В Одесском художественном институте Р. А. Граббе учился скульпторе у Сабсала и графике у профессора В. Х. Заузе В Академии художеств в Ленинграде Роберт Андреевич продолжил образование у художников В. Д. Замирайло, Е. С. Крутиковой, Д. И. Митрохина.
В Москве Граббе стал художником-иллюстратором журналов «Вокруг света» (редактор В. А. Попов), «На суше и на море» (редактор С. Г. Гехт), «Международная литература» (редактор Бруно Ясенский).
Как костюмер, Р. А. Граббе сотрудничал в Одессе с балетмейстером В. И. Пресняковым и художником В. М. Ходасевич. Он также рисовал плакаты для Музея народов СССР, оформлял материалы для павильона коневодства на Всесоюзной сельскохозяйственной выставке (знакомство с С. М. Будённым). Там же он занимался и оформлением павильона Туркменской ССР, главным художником которого был В. Духович (тоже знакомый Граббе).
В 1951 году Р. А. Граббе с его женой П. А. Елицкой переехали в Караганду; благо подвернулась вакансия макетчика в институте «Карагандагипрошахт» — а Граббе владел этой профессией.
В Караганде Граббе участвовал в изготовлении генерального плана Центрального стадиона «Шахтер» и макета центральной арены стадиона; эту работу он закончил в ноябре 1966 года.
В 1973 году вышел на пенсию.
Роберт Граббе с детства был другом Эдуарда Багрицкого.
Скончался в 1991 году в Караганде.

### Творчество
Р. А. Граббе участвовал в иллюстрировании книг и подготовке следующих цветных аппликаций из бумаги:
1. Книги: Э. Багрицкий. «Юго-Запад» (М,-Л., «Земля и фабрика», 1930);
2. «Дума про Опанаса» (М., «Федерация», 1934);
3. А. Саргиджан. «Последняя Бухара» (М., «Федерация», 1932);
4. «Египтянин» (М., «Советская литература», 1933);

сборники:
1. «Война в песках» (Под редакцией М. Горького, Вс. Иванова, И. Минца, Ф. Колесова. М., 1935),
2. «Поэты Коми» (М., 1946)
3. «Сестра Украина» (М., «Советский писатель», 1947);
4. Г. Абашидзе. «Знамёна» (М., «Советский писатель», 1946);
5. Е. В. Тарле. «Адмирал Ушаков на Средиземном море» (М., «Военгиз», 1949);
6. С. Н. Марков. «Арабские часы» (Алма-Ата, «Казгосиздат», 1959);
7. С. П. Бородин. «Дмитрий Донской» (Ташкент, 1959) и «Египтянин» (Ташкент, 1969).

Роберт Андреевич создал около 30 серий цветных аппликации из бумаги:
- Серия «Туркестан и Средняя Азия», 1930—1933 годы — 30 штук,
- «Турксиб», 1936 год — 10 штук,
- «Шахты», 1957 год — 4 штуки,
- «Чокан Валиханов», 1967 год — 5 штук
- и другие.

В гуаши были выполнены его иллюстрации:
- к поэме А. С. Пушкина «Полтава» (1959, 14 шт.),
- к роману А. Н. Толстого «Петр I» (1960, 16 шт.),
- к роману Стивенсона «Остров сокровищ» (1961, 10 шт.).

Также, была серия, посвящённая М.Ю. Лермонтову — «Лермонтов-воин» из 9 аппликаций.

Роберт Андреевич неоднократно обращался к истории Казахстана; по этой тематике он создал аппликации:
- «Амангельды»,
- «Помощь фронту»,
- «Красная юрта»,
- «Первая шахта Караганды»
- и другие.

Р. А. Граббе участвовал во многих выставках издательской продукции, художественной графики и книжных знаков. 
В книге «100 великих тайн России XX века», вышедшей в 2008 году, писатель Василий Веденеев утверждает, что Роберт Граббе был автором дизайна пачки папирос Казбек, однако Веденеев не приводит источника информации, и в 2011 году карагандинский писатель-краевед Юрий Попов высказал сомнение по поводу этого факта биографии художника.